# Manoir du Bois de Veude
Le manoir du Bois de Veude est un manoir situé à Anché (Indre-et-Loire) et inscrit aux monuments historiques le 2 novembre 1964.